# Quadrigeminisme
El quadrigeminisme o tetrageminisme és una arrítmia cardíaca en la qual hi ha un sol batec ectòpic, o batec cardíac irregular, després de cada tres batecs cardíacs regulars o sinusals seguits. El nom ve de quadri- (quatre) + geminisme (bessó). Per exemple, en el quadrigeminisme ventricular, tres batecs sinusals seguits van seguits d'una contracció ventricular prematura (CVP o extrasístole ventricular), una pausa, altres tres batecs normals i després una altra CVP. En el quadrigeminisme auricular, el quart batec és una contracció auricular prematura (CAP o extrasístole supraventricular).